# Antonio Gava
Antonio Gava (Castellammare di Stabia, 30 juli 1930 – Rome, 8 augustus 2008) was een Italiaans politicus die lid was van de Democrazia Cristiana. 
Gava begon in de provinciale staat van Campania. In 1972 kwam hij in het Italiaans parlement. In 1980 werd hij minister van de Verhoudingen in het kabinet. Ook werd hij drie keer minister van Communicatie en twee keer minister van Interne Zaken (1988-1990). Door een beroerte in 1990 stopte hij in de politiek. 
Op 20 september 1994 werd hij gearresteerd wegens criminele activiteiten voor de Camorra in Campania. Hij werd ervan verdacht de Camorra systematisch overheidscontracten te hebben toegespeeld en haar te hebben beschermd in ruil voor politieke steun. Hij gold als een soort onderkoning van Napels. Na een langdurig verhoor in een gevangenis in Rome kreeg Gava huisarrest. Hij leed destijds aan een ernstige vorm van suikerziekte.
In 1980 heeft hij er nog voor gezorgd dat de gekidnapte Ciro Cirillo (die door de Rode Brigades gekidnapt was) vrijkwam, er moest wel een hoog bedrag voor betaald worden. Na vele associaties en juridische zaken werd hij in 2007 vrijgesproken van banden met de Camorra. 
Gava overleed op 78-jarige leeftijd in Rome.